# 库维尔
库维尔（法語：Couville，法語發音：[kuvil]）是法国芒什省的一个市镇，属于瑟堡区。

## 地理
库维尔（49°33'13"N, 1°41'9"W）面积8.6 平方千米，位于法国诺曼底大区芒什省，该省份为法国西北部沿海省份，西、北、东北三面环大西洋，东起顺时针与卡爾瓦多斯省、奧恩省、马耶讷省和伊勒-维莱讷省接壤。
与库维尔接壤的市镇（或旧市镇、城区）包括：锡德维尔、布勒维尔、布里克博、阿尔丹瓦、圣克里斯托夫-迪福克、圣马丹勒格雷阿尔、维朗德维尔。

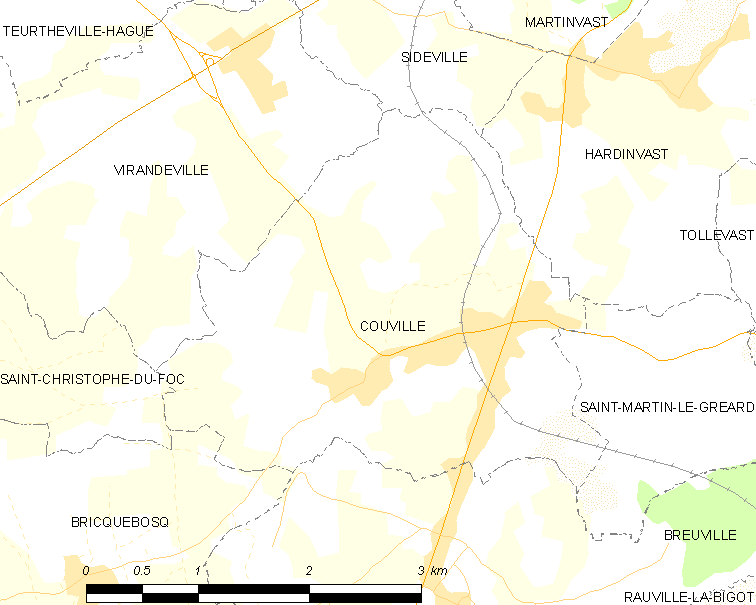
库维尔的OSM定位图

库维尔的时区为UTC+01:00、UTC+02:00（夏令时）。

## 行政
库维尔的邮政编码为50690，INSEE市镇编码为50149。

## 政治
库维尔所属的省级选区为科唐坦地区瑟堡第三县。

## 人口

1962-2008年间库维尔人口变化图示

库维尔于2022年1月1日时的人口数量为1228人。